# Região histórica

Médio Oriente, uma macrorregião histórica.

Uma região histórica refere-se às áreas geográficas associadas tradicionalmente a um povo, sociedade ou nação com rasgos específicos que se manifestam em elementos culturais de uma zona, especialmente a língua e arquitetura, e com a qual os seus habitantes se identificam durante um tempo histórico determinado. A partilha destes elementos entre as populações pode ou não ser um fator para o surgimento de um sentido de identidade. Nalguns casos, estas regiões podem corresponder-se com antigos estados e ocupar uma zona geograficamente semelhante. São estudadas e analisadas no âmbito do desenvolvimento social de culturas históricas num período específico sem fazer referência a fatores contemporâneos políticos, económicos ou sociais, embora estes fatores possam influenciar e persistir na organização estatal ou administrativa moderna.
As definições do termo "região" podem variar entre macrorregiões, territórios de estados ou outras áreas microrregionais de menor dimensão. A proximidade geográfica é condição necessária para o surgimento de uma identidade regional. Na Europa, estas derivam sobretudo do período das migrações, mas de uma perspetiva contemporânea, estão relacionadas com as mudanças territoriais entre 1918–1920 e no período pós-Guerra Fria.
Algumas das regiões são de cunho recente, como o Médio Oriente, definição criada em 1902 por Alfred Mahan para se referir à região envolvente ao Golfo Persa. Outras remontam a outros períodos históricos, como a Lusitânia. Outras ainda podem ter a sua origem na antiguidade e ter sido ressuscitadas, como Israel ou Macedónia. Em certos casos, são iguais a estados ou organizações políticas antigas (ducados ou condados).

## Definição
O termo "região histórica" é um conceito de geografia histórica que começou a ser utilizado e aplicado nos estudos de etnografia, história, arqueologia e de antropologia cultural no início do século XX. Aplica-se geralmente a zonas definidas que, apesar da sua natureza, não dispõem de um estado independente ou que estão divididas administrativamente e que são posteriormente assimiladas. Sven Tägil define-as da seguinte forma:
O princípio fundamental desta perspetiva é a de que existem certas estruturas políticas e mentais que exercem na identidade espacial e social dos indivíduos uma influência maior do que aquela que é percebida pelo mundo contemporâneo, deterninada e frequentemente condicionada pela sua própria visão do mundo – por exemplo o foco nas nações-estado.
Lilian Vizcaíno remarca o carácter físico das regiões,
não se trata de uma abstração do historiador[…]; constitui em si mesma uma realidade concreta, independente da vontade do investigador
enquanto Hernán Vengas define-as genericamente como:
entidade histórica e cultural sediada numa determinada comarca geográfica

### Elementos caracterizadores
- Meio geográfico: Apesar dos limites de cada região histórica serem estabelecidos pelo homem mediante a transformação progressiva do território, as regiões costumam partilhar rasgos geográficos comuns;
- Economia: O sistema económico pode servir de guia para a divisão regional (por exemplo o capitalismo na Europa pós-guerra);
- Desenvolvimento socio-cultural: Inter-relações socioculturais e criação de sociedades (por exemplo as semelhanças entre e distinções do resto de sociedades antigas da Mesopotâmia, Egito e Grécia);
- Arquitetura: Própria de cada região com um desenvolvimento sociocultural semelhante, que por sua vez permite o estudo em diferentes escalas (por exemplo o Românico à escala europeia e o Românico Mudéjar numa escala bastante menor;
- Etnia: O espaço no qual convivem vários grupos étnicos sem conflitos. São regularmente caracterizadas por uma língua própria e, por vezes, uma religião comum;
- Aspetos político-administrativos: Após uma série de processos históricos políticos, uma organização é estabelecida na forma de um governo ou de uma administração comum da região.